# Severní Keltma
Severní Keltma (rusky Северная Кельтма) je řeka v Komijské republice v Rusku. Je dlouhá 155 km. Povodí řeky má rozlohu 7960 km².

## Průběh toku
Povodí řeky je silně bažinaté. Ústí zleva do Vyčegdy (povodí Severní Dviny).

## Vodní režim
Zdrojem vody jsou převážně sněhové srážky. Zamrzá v listopadu a rozmrzá v dubnu až na začátku května.

## Využití
Je splavná pro vodáky.